# Pandemia de COVID-19 en Seychelles

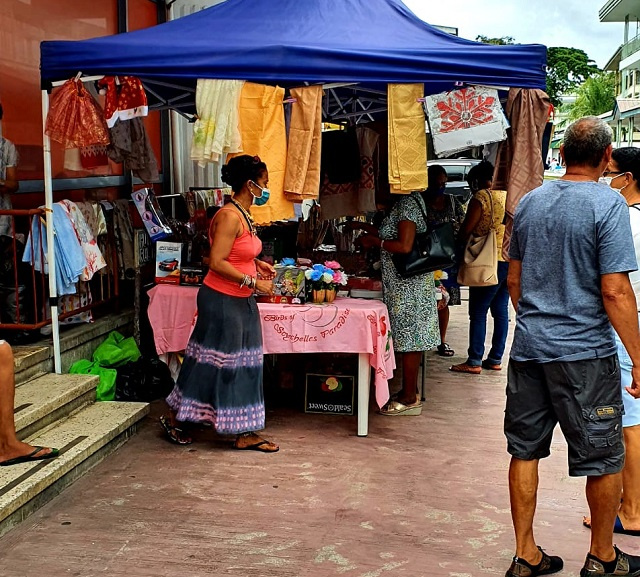
Vendedores callejeros en Seychelles durante la pandemia de COVID-19.

La pandemia de COVID-19 en Seychelles, iniciada en China a finales de 2019, fue confirmada en marzo de 2020 en la isla principal, Mahé. No se confirmaron casos en las islas de La Digue, Praslin, Silhouette o las Islas Exteriores. Al 30 de mayo de 2020, los casos conocidos de COVID-19 en Seychelles ascendían a 11, sin muertes. Un año después, al 25 de mayo de 2021, se habían registrado 10 740 casos confirmados y 36 muertes. La tasa de letalidad (fallecidos respecto a confirmados) es del 0,36%. En diciembre de 2020, Seychelles recibió 50.000 dosis de la vacuna Sinopharm, como parte de una donación por parte de los Emiratos Árabes Unidos. al 9 de agosto hay 18.582 casos incluidas 94 muertes.

## Cronología

### Marzo de 2020
En marzo de 2020 se detectaron los siguientes casos:
- Seychelles notificó sus dos primeros casos de COVID-19 el 14 de marzo de 2020. Los dos casos eran personas que estaban en contacto con alguien en Italia que dio positivo.[7]
- El 15 de marzo se confirmó un tercer caso procedente de los Países Bajos.[8]
- Al 16 de marzo, había cuatro casos confirmados. El nuevo caso también llegó de los Países Bajos.[9]
- A finales de marzo, diez personas habían dado positivo y eran casos activos.[10]

### Abril de 2020
- Al 6 de abril de 2020, había once casos confirmados y dos pacientes fueron dados de alta.[11]
- A finales de abril, el número de casos confirmados seguía siendo 11, mientras que cuatro pacientes más se habían recuperado, dejando cinco casos activos.[12]

### Mayo de 2020
- En mayo de 2020, el gobierno de Seychelles declaró al país libre de COVID-19.[13]
- Para el 18 de mayo, los once casos confirmados previamente se habían recuperado y no había casos activos.

### Junio de 2020
- El 28 de junio hubo 59 pruebas positivas, seguidas de 7 pruebas positivas el 29 de junio y 4 el 30 de junio.[14]

- Desde el inicio del brote en marzo hasta finales de junio hubo 81 casos confirmados y 11 recuperaciones, dejando 70 casos activos.[15] Los 70 habían dado negativo anteriormente en Abiyán o Dakar, pero dieron positivo a su llegada a Seychelles.[16]

### Julio de 2020
- El 7 de julio se notificaron 13 nuevos casos, lo que elevó el número total de casos confirmados a 94. Los 13 pacientes eran ciudadanos extranjeros.[17] Al día siguiente, seis pacientes locales dieron positivo, lo que elevó el número de casos confirmados a 100.
- Para el 22 de julio, los seis pacientes locales se habían recuperado.[18]
- A finales de mes, el número de casos confirmados había aumentado a 114, 33 más que en junio. El número de pacientes recuperados pasó de 11 a 39, dejando 75 casos activos a finales de mes: un aumento del 7% desde finales de junio.[19]

### Agosto de 2020
- Para el 4 de agosto, todos los nacionales infectados se habían recuperado y solo quedaba un caso activo restante entre los 109 extranjeros que habían dado positivo previamente en la prueba.[20]
- El 10 de agosto, un voluntario de las Naciones Unidas que llegó de Nigeria dio positivo, con lo que el número total de casos confirmados ascendió a 127.[21]
- El 17 de agosto se anunciaron cinco pruebas positivas más entre los marinos españoles que llegaban, lo que eleva el número total de casos confirmados. a 132 y el número de casos activos a 6.[22]
- El 25 de agosto se anunciaron tres pruebas positivas más, lo que eleva el número total de casos confirmados a 136 y el número de casos activos a 9.[23] Durante el mes 22 nuevos se confirmaron los casos y se recuperaron 88 pacientes infectados.

### Septiembre de 2020
- Dos pasajeros que llegaron de Dubái el 3 de septiembre dieron positivo,[24] al igual que otro pasajero que llegó de Dubái el 4 de septiembre.[25]
- El 14 de septiembre se informó de un caso confirmado en Praslin, al igual que la muerte de un residente de Praslin con posibles vínculos con ese caso.[26] Posteriormente se descubrió que la muerte no estaba relacionada con COVID-19.[27]
- Se detectaron dos casos más el 18 de septiembre. Otro pasajero que llegó de Dubái el 21 de septiembre dio positivo a su llegada.  Durante el mes hubo ocho casos nuevos, lo que eleva el número total de casos confirmados a 144. Al final del mes había tres casos activos.

### Octubre de 2020
- Dos pasajeros que llegaron de la India el 22 de septiembre dieron positivo el 2 y el 3 de octubre respectivamente, lo que elevó el número total de casos positivos a 146.[28]
- Se notificaron dos casos más el 5 de octubre, lo que elevó el número total a 148.
- Un caso más fue el 15 de octubre, lo que eleva el número total a 149.[29]
- Se confirmaron cuatro casos más el 21 y 22 de octubre, con lo que el número total asciende a 153.[30][31]
- Se notificaron dos casos más el 29 de octubre, lo que eleva la total a 155. Durante el mes hubo 11 nuevos casos. Cuatro casos seguían activos al final del mes.[32]

### Noviembre de 2020
- Dos pasajeros que llegaron del Reino Unido dieron positivo el quinto día después de su llegada, lo que elevó el número total de casos a 157 el 3 de noviembre. El 5 de noviembre se anunció otro caso, lo que elevó el número total de casos a 158.[33]
- El 12 de noviembre se notificaron dos casos más, lo que elevó el número total de casos a 160.[34]
- Tres casos más notificados el 19 de noviembre llevaron a la total a 163.
- El 21 de noviembre hubo tres casos más, lo que eleva el número total de casos confirmados a 166.